# George Kambosos Jr.
George Kambosos Jr. est un boxeur australien né le 14 juin 1993 à Sydney.

## Carrière
Passé professionnel en 2013, il devient champion du monde des poids légers IBF, WBA et WBO le 27 novembre 2021 après sa victoire aux points contre Teófimo López au Madison Square Garden de New York avant d'être à son tour dominé aux points par le champion WBC, Devin Haney, le 4 juin 2022 puis le 15 octobre 2022.
Kambosos obtient un nouvelle chance mondiale face au champion IBF de poids super-légers, Richardson Hitchins, le 14 juin 2024 mais est battu par arrêt de l'arbitre au 8e round.